# 솔론어
솔론어 또는 솔론방언은 중국의 예벤키인의 일부인 솔론족이 사용하는 예벤키어의 방언이다. 퉁구스어족 북부어군에 속한다.

## 개요
솔론어의 원어민은 대부분 내몽골 자치구의 중국 북동쪽 지역, 후룬베이얼 지역, 그리고 이웃 지방인 헤이룽장성과 신장 위구르 자치구에 살고 있다. 2세기에서 3세기 전에 솔론족은 아무르강의 상류에서 아르군강과 제야강을 따라서 거주했으며, 1656년에 남쪽의 눈강(|넌장강) 유역으로 다우르족과 함께 이주했고, 1732년에 보다 동쪽의 하일라르강 유역으로 부분적으로 이주를 했다.
예벤키어에 가까운 독립적인 언어로 간주되기도 한다. 부분적으로 만주어의 영향을 받았다.

## 문자
솔론어는 로마자와 몽골 문자로 표기된다.

## 참고 문헌
- В. И. Цинциус. Солонский язык // Языки мира: Тунгусо-маньчжурские языки. М., 1997.
- М. Т. Дьячок, М. Д. Симонов. Новые данные по лексике и грамматике солонского языка // Linguistic and Oriental Studies from Poznan. Vol. 2. – Poznan, 1995. – C. 143-181.

## 같이 보기
- 에벤크어

### 내용주
1. ↑  2000년 이후로 현재 약 만 명의 예벤키인이 거주하여 예벤키 자치구가 형성되어 있는 곳이다.

### 참조주
1. ↑  “Courses: Department of Central Eurasian Studies”. 2009년 6월 13일에 원본 문서에서 보존된 문서. 2009년 3월 25일에 확인함.